# Epigynopteryx epelidaria
Epigynopteryx epelidaria là một loài bướm đêm trong họ Geometridae.